# George Gordon, 2:e earl av Huntly
George Gordon, 2:e earl av Huntly, född före 1455 (då han ingick sitt första äktenskap), död den 8 juni 1501 på Stirling Castle, var en skotsk adelsman, far till Alexander Gordon, 3:e earl av Huntly.
Huntly var 1459-71 gift med kung Jakob I:s dotter Annabella, men deras äktenskap upplöstes på grund av för nära släktskap dem emellan; hans dotter i tredje äktenskapet, lady Catherine Gordon (död 1537) blev 1496 gift med den engelske pretendenten Perkin Warbeck, men skildes från honom, då hans bedrägeri avslöjades. Huntly var 1498-1501 skotsk lordkansler.